# Leonid Sieriebriakow
Leonid Pietrowicz Sieriebriakow (ros. Леонид Петрович Серебряков, ur. 30 maja?/11 czerwca 1888 w Samarze, zm. 1 lutego 1937 w Moskwie) – bolszewik, sekretarz KC RKP(b), członek KC RKP(b), działacz Lewicowej Opozycji.

## Życiorys

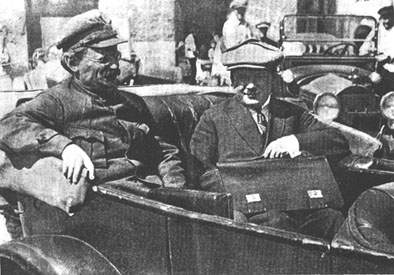
Lew Trocki i Leonid Sieriebriakow

Skończył 2 klasy gimnazjum, później pracował w browarze w Ufie i jako ślusarz w fabryce parowozów w Ługańsku, w 1905 wstąpił do SDPRR. Kilkakrotnie aresztowany, między styczniem a lutym 1917 służył w rosyjskiej armii, od października 1917 do 1919 członek Prezydium Rady Moskiewskiej, od 19 maja do 19 września 1919 przewodniczący Moskiewskiego Obwodowego Biura KC RKP(b), od 23 marca 1919 do 8 marca 1921 członek KC RKP(b). Od 25 marca do 8 listopada 1919 członek Biura Organizacyjnego KC RKP(b), od 30 marca 1919 do 31 grudnia 1920 sekretarz WCIK, od 16 lipca 1919 do 10 stycznia 1920 członek Rady Wojskowo-Rewolucyjnej Frontu Południowego, od 5 kwietnia 1920 do 8 marca 1921 sekretarz KC RKP(b). Od 5 kwietnia 1920 do 8 marca 1921 ponownie członek Biura Organizacyjnego KC RKP(b), w latach 1920–1921 szef Zarządu Politycznego Rady Wojskowo-Rewolucyjnej Republiki, od 1921 komisarz Głównego Zarządu Dróg Szosowych Ludowego Komisariatu Dróg Szosowych RFSRR, od maja 1922 do 1924 zastępca ludowego komisarza dróg szosowych RFSRR/ZSRR, w latach 1924–1927 pracownik gospodarczy systemu Ludowego Komisariatu Dróg Szosowych ZSRR. Od 1923 jeden z przywódców związanej z Lwem Trockim Lewicowej Opozycji w RKP(b) i WKP(b), sygnatariusz oświadczeń i listów otwartych ugrupowania.
W październiku 1927 wykluczony z WKP(b), w styczniu 1928 zesłany do Semipałatyńska. Złożył samokrytykę i w styczniu 1930 został przywrócony w prawach członka partii. Od 1931 do 3 sierpnia 1935 szef Centralnego Zarządu Dróg Szosowych i Transportu Samochodowego przy Radzie Komisarzy Ludowych ZSRR, od 3 sierpnia 1935 do 17 sierpnia 1936 I zastępca Centralnego Zarządu Dróg Szosowych i Transportu Samochodowego przy Radzie Komisarzy Ludowych ZSRR/Głównego Zarządu Dróg Szosowych NKWD ZSRR.
U progu wielkiej czystki 17 sierpnia 1936 aresztowany przez NKWD w chwili powrotu z delegacji służbowej do Chin. Podsądny w pokazowym drugim procesie moskiewskim przed Kolegium Wojskowym Sądu Najwyższego ZSRR (obok Jurija Piatakowa, Karola Radka i in.). 30 stycznia 1937 skazany na śmierć, rozstrzelany dzień później. Ciało skremowano w krematorium na Cmentarzu Dońskim, prochy pochowano anonimowo.
4 grudnia 1986 pośmiertnie zrehabilitowany postanowieniem plenum Sądu Najwyższego ZSRR.